# جامعة كارولينا الشمالية في ويلمينغتون
جامعة ولاية كارولينا الشمالية في ويلمينغتون بالإنجليزية (University of North Carolina Wilmington) التي يشار إليها أحيانا جامعة كارولينا الشمالية في ويلمينغتون، هي إحدى جامعات التعليم المشترك الحكومية، التي تقع في ويلمينغتون كارولاينا الشمالية الولايات المتحدة الأمريكية . يلتحق بها حوالي 14,000 طالب، ودراسات العليا وطلاب الدكتوراه سنويا ضمن 17 منظومة داخل الحرم الجامعي في ولاية كارولينا الشمالية.